# Drohiczyn (plaats)
Drohiczyn is een stad in het Poolse woiwodschap Podlachië, gelegen in de powiat Siemiatycki. De oppervlakte bedraagt 15,68 km², het inwonertal 2111 (2005). De stad herbergt een vijftal kerkjes. Men heeft vele toeristische mogelijkheden, zoals paardrijden, boswandelingen en vissen. Drohiczyn ligt aan de rivier Bug.

## Monumenten
- Kathedraal van de Heilige Drie-eenheid

## Webpage
- Drohiczyn - geschiedenis, monumenten, foto's